# Liste der Monuments historiques in Réhon
Die Liste der Monuments historiques in Réhon führt die Monuments historiques in der französischen Gemeinde Réhon auf.

## Liste der Objekte
| Bezeichnung                        | Beschreibung | Standort                           | Kennzeichnung | Schutzstatus | Datum | Bild |
| ---------------------------------- | --- | ---------------------------------- | ------------- | ------------ | ----- | ---- |
| Skulptur Madonna mit Kind          | Holz, 18. Jahrhundert | in der Kirche Ste-Geneviève (Lage) | PM54001834    | Inscrit      | 2005  |      |
| Skulptur Heilige Genoveva          | Holz, farbig gefasst, versilbert und vergoldet, 18. Jahrhundert; mit 20 Votivherzen: Metall, versilbert, 19. Jahrhundert | in der Kirche Ste-Geneviève (Lage) | PM54001291    | Classé       | 2007  |      |
| Skulptur Heiliger Gerhard von Toul | Holz, farbig gefasst und vergoldet, 18. Jahrhundert                                                                      | in der Kirche Ste-Geneviève (Lage) | PM54001833    | Inscrit      | 2005  |      |
| Skulptur Heilige Margaretha        | Eichenholz, farbig gefasst und vergoldet, um 1700                                                                        | in der Kirche Ste-Geneviève (Lage) | PM54001835    | Inscrit      | 2005  |      |
| Skulptur einer Heiligen mit Buch   | Eichenholz, farbig gefasst und vergoldet, 18. Jahrhundert                                                                | in der Kirche Ste-Geneviève (Lage) | PM54001836    | Inscrit      | 2005  |      |
| Skulptur Heilige Barbara           | Lindenholz, erste Hälfte des 19. Jahrhunderts                                                                            | in der Kirche Ste-Geneviève (Lage) | PM54001838    | Inscrit      | 2005  |      |
| Kruzifix                           | Holz, 18. Jahrhundert | in der Kirche Ste-Geneviève (Lage) | PM54001837    | Inscrit      | 2005  |      |
| Grablegungsgruppe                  | Stein, farbig gefasst, 16. Jahrhundert                                                                                   | in der Kirche Ste-Geneviève (Lage) | PM54000784    | Classé       | 1929  |      |